# Challenger de Houston
El Oracle Challenger Series – Houston es un torneo profesional de tenis. Pertenece al ATP Challenger Series para los hombres y WTA 125s para las mujeres. Se juega desde el año 2018 sobre pistas dura, en Houston, Estados Unidos.

## Palmarés

### Individual masculino
| Año  | Campeón                                 | Finalista                               | ResultadoO                              |
| ---- | --------------------------------------- | --------------------------------------- | --------------------------------------- |
| 2018 | Bradley Klahn                           | Roy Smith                               | 7-6(4), 7-6(4)                          |
| 2019 | Marcos Giron                            | Ivo Karlović                            | 7-5, 6-7(5), 7-6(9)                     |
| 2020 | Cancelado debido a la pandemia COVID-19 | Cancelado debido a la pandemia COVID-19 | Cancelado debido a la pandemia COVID-19 |

### Individual femenino
| Año  | Campeona                                | Finalista                               | Resultado                               |
| ---- | --------------------------------------- | --------------------------------------- | --------------------------------------- |
| 2018 | Shuai Peng                              | Lauren Davis                            | 1–6, 7–5, 6–4                           |
| 2019 | Kirsten Flipkens                        | Coco Vandeweghe                         | 7–6(4), 6–4                             |
| 2020 | Cancelado debido a la pandemia COVID-19 | Cancelado debido a la pandemia COVID-19 | Cancelado debido a la pandemia COVID-19 |

### Dobles masculino
| Año  | Campeones                               | Finalistas                              | Resultado                               |
| ---- | --------------------------------------- | --------------------------------------- | --------------------------------------- |
| 2018 | Austin Krajicek Nicholas Monroe         | Marcelo Arévalo James Cerretani         | 4–6, 7–6(3), [10–5]                     |
| 2019 | Jonathan Erlich Santiago González       | Ariel Behar Gonzalo Escobar             | 6–3, 7–(4)                              |
| 2020 | Cancelado debido a la pandemia COVID-19 | Cancelado debido a la pandemia COVID-19 | Cancelado debido a la pandemia COVID-19 |

### Dobles femenino
| Año  | Campeonas                               | Finalistas                              | Resultado                               |
| ---- | --------------------------------------- | --------------------------------------- | --------------------------------------- |
| 2018 | Maegan Manasse Jessica Pegula           | Desirae Krawczyk Giuliana Olmos         | 1–6, 6–4, [10–8]                        |
| 2019 | Ellen Perez Luisa Stefani               | Sharon Fichman Ena Shibahara            | 1–6, 6–4, [10–5]                        |
| 2020 | Cancelado debido a la pandemia COVID-19 | Cancelado debido a la pandemia COVID-19 | Cancelado debido a la pandemia COVID-19 |